# Parc Natural d'Apuseni
El Parc Natural d'Apuseni (en romanès: Parcul Natural Apuseni) és una zona protegida (parc natural categoria V UICN) situada a Romania, al territori administratiu dels comtats Alba, Bihor i Cluj.

## Ubicació
El parc natural es troba a l'oest de Romania, a la banda centre-nord de les muntanyes Apuseni, que comprèn una part de les muntanyes Bihor al sud i les muntanyes Vlădeasa al nord.

## Descripció
El Parc Natural d'Apuseni amb una superfície de 75.784 ha va ser declarat espai natural protegit per la Llei número 5 del 6 de març del 2000 (publicada al Monitorul Oficial de Romania, número 152 del 12 d'abril del 2000) i representa una zona muntanyosa (cims de muntanyes, circs, coves, valls, zones càrstiques, boscos i pastures), amb flora i fauna específiques dels Carpats occidentals.
Reserves naturals incloses al parc: Izbucul de la Cotețul Dobreștilor (0,20 ha), Izbucul Mătișești (2 ha), Izbucul Tăuzului (1 ha), Cova de coiba Mare (0,50 ha), Avenul din Hoanca Urzicarului (1 ha), La cova de Scărișoara (1 ha) i Ghețarul de la Vârtop (1 ha) al comtat d'Alba; Pietrele Galbenei (6,30 ha), Cova Cetatea Rădesei (20 ha), Poiana Florilor (1 ha), Platoul Carstic Padiș (39 ha), Valea Galbenei (70,50 ha), Valea Sighiștelului (412,60 ha), Vârful Biserica Moțului (3 ha), Platoul carstic Lumea Pierdută (39 ha), Cetățile Ponorului (14,90 ha), Cova Ghețarul Focul Viu (0,10 ha), Cova Ciur Izbuc (0,10 ha), La cova de Micula (0,10 ha), la cova d'Urşilor (1 ha), la cova Smeii de la Onceasa (0,50 ha) i la cova Cerbului-Avenul cu Vacă (45 ha) al comtat de Bihor; Molhașul Mare de la Izbuc (8 ha) al comtat de Cluj.